# Zinkcarbonat
Zinkcarbonat (ZnCO3) ist eine anorganische chemische Verbindung und das Zinksalz der Kohlensäure. Es stellt einen farblosen bis gelblichen, geruchlosen Feststoff dar.

## Vorkommen

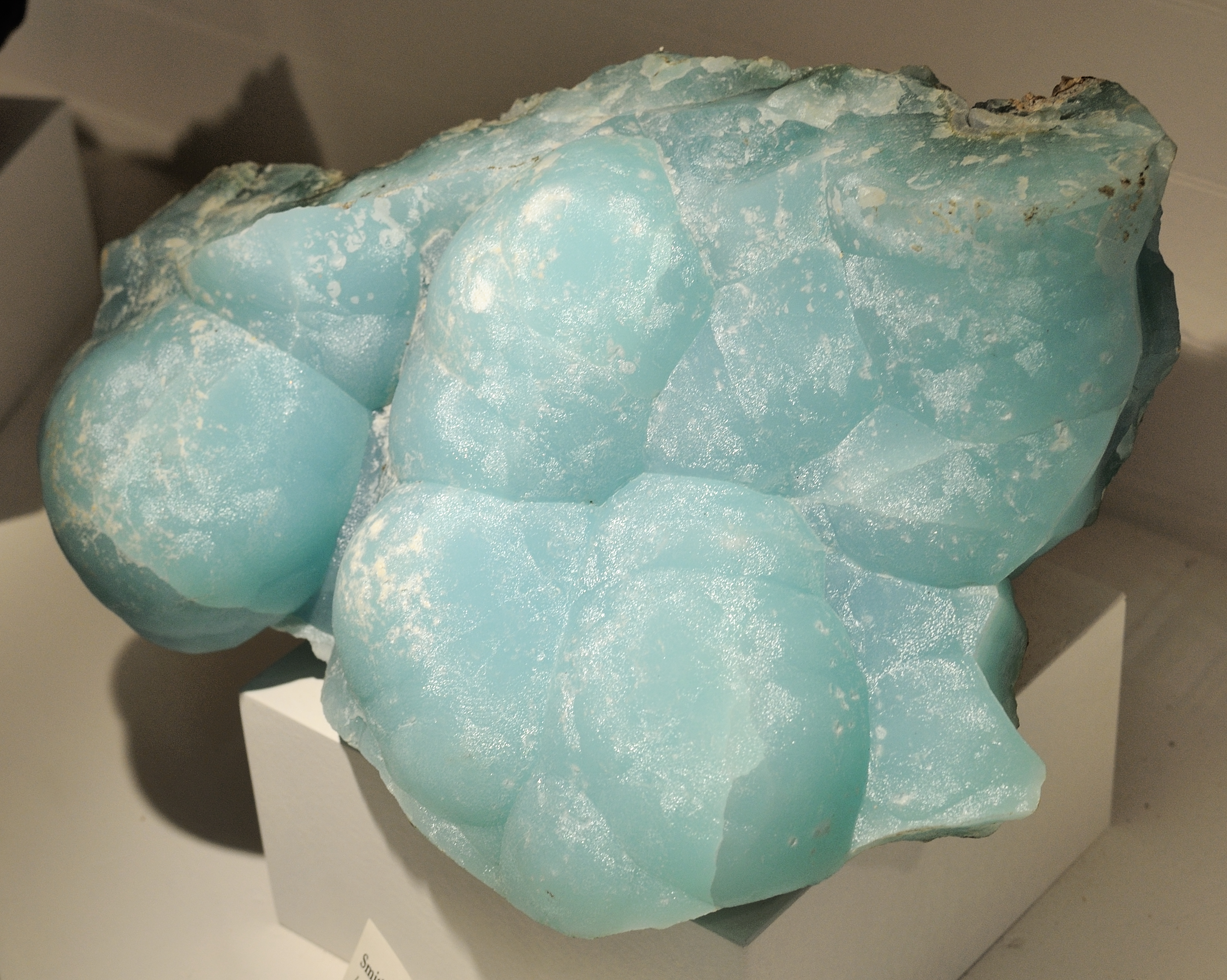
Smithsonit, das natürliche Vorkommen von Zinkcarbonat

In der Natur kommt Zinkcarbonat als Smithsonit (Zinkspat) vor.

## Gewinnung und Darstellung
Zinkcarbonat mit der chemischen Zusammensetzung ZnCO3 entsteht als weißer Niederschlag bei der Vereinigung von Zinksalz- und Soda-Lösung.
Es entsteht ebenfalls bei der Reaktion von Zinksalzen mit Kaliumhydrogencarbonat.
{\displaystyle \mathrm {ZnSO_{4}+4\ KHCO_{3}\longrightarrow ZnCO_{3}+\ K_{2}SO_{4}+\ K_{2}CO_{3}+2\ CO_{2}+\ 2\ H_{2}O} }
{\displaystyle \mathrm {ZnCl_{2}+4\ KHCO_{3}+\ x\ CO2\longrightarrow ZnCO_{3}+\ 2\ KCl+\ K_{2}CO_{3}+\ (x+2)CO_{2}+\ 2\ H_{2}O} }

## Eigenschaften

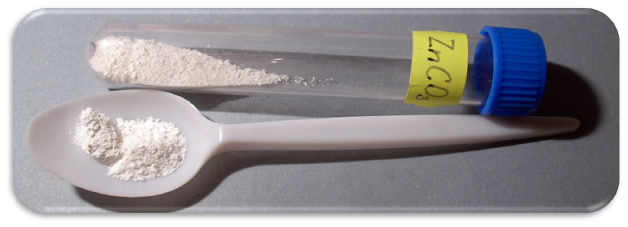
Zinkcarbonat

Es handelt sich um ein farbloses bis gelbliches, geruchloses, in Säuren lösliches Pulver, das beim Glühen in Zinkoxid überführt werden kann (Brennen unter Abspaltung von Kohlenstoffdioxid): 
{\displaystyle \mathrm {ZnCO_{3}\longrightarrow \ ZnO+CO_{2}\uparrow } }
In starken Laugen kann Zinkcarbonat komplex als farbloses Tetrahydroxozinkat gelöst werden (Komplexbildungsreaktion). Es kristallisiert im trigonalen Kristallsystem und entwickelt meist rhomboedrische Kristalle in überwiegend blauer oder grüner Farbe (auch farblose, weiße, lichtgelbe oder braune Kristalle sind bekannt). Chemisch gesehen ähneln die Eigenschaften von Zinkcarbonat denen des Kalks (Calciumcarbonat), jedoch bilden Zink-II-Salzlösungen im Unterschied zu Calciumverbindungen Sulfid-Niederschläge, jedoch keine Niederschläge bei Zugabe von Schwefelsäure. Wässrige Suspensionen von Zinkcarbonat reagieren alkalisch.

## Verwendung
Zinkcarbonat wird als Pigment verwendet und ist in pharmazeutischen Zubereitungen enthalten. Es wird weiterhin zur Herstellung von Zinkoxid-Pigmenten, für die Absorption von Schwefelwasserstoff bei der Spülung von Tiefbohrungen und in der Textilfärberei/Textildruck verwendet. Daneben wird es als Aktivator für die Schwefel- und Thiuramvulkanisation von transluzenten und semitransparenten Gummiartikeln, als Vulkanisiermittel in carboxylierten Kautschuken und Aktivator in Latextauchartikeln verwendet.
Der Schutz vor Korrosion, den eine Feuerverzinkung bietet, beruht auf der Bildung schützender Deckschichten, die durch Witterungseinflüsse im Verlaufe der Zeit auf der Oberfläche feuerverzinkter Stahlteile entstehen. Diese Deckschichten bestehen überwiegend aus Zinkcarbonat.

## Sicherheitshinweise
Die Giftigkeit von Zinkcarbonat beim Menschen ist zwar gering, es gilt allerdings als umweltgefährdend und muss daher speziell entsorgt werden.